# 諾瓦耶公爵
諾瓦耶公爵（法語：duc de Noailles）是法国贵族院1663年授于阿扬伯爵安纳·德·诺瓦耶的封号。 第二、第三和第四代公爵都是法国元帅。1711年这个家族被西班牙授于贵族头衔格伦代（Grandee）称号，第三、第五和第六代公爵都获得金羊毛骑士勋章（Order of the Golden Fleece）。

## 诺瓦耶公爵

诺瓦耶公爵家族族徽

- 1663年—1678年：安纳·德·诺瓦耶，第一代诺瓦耶公爵 （Anne de Noailles, 1er duc de Noailles，1613年—1678年）
- 1678年—1708年：安纳·朱尔·德·诺瓦耶，第二代诺瓦耶公爵 （Anne Jules de Noailles, 2e duc de Noailles，1650年—1708年），法国元帅
- 1708年—1766年：阿德里安·莫里斯·德·诺瓦耶，第三代诺瓦耶公爵 （Adrien Maurice de Noailles, 3e duc de Noailles，1678年—1766年），法国元帅
- 1766年—1793年：路易·德·诺瓦耶，第四代诺瓦耶公爵 （Louis de Noailles, 4e duc de Noailles，1713年—1793年），法国元帅
- 1793年—1824年：让·路易·保罗·弗朗索瓦·德·诺瓦耶，第五代诺瓦耶公爵 （Jean Louis Paul François de Noailles, 5e duc de Noailles，1739年—1824年），军人和化学家, 法兰西学院院士
- 1824年—1885年：保罗·德·诺瓦耶，第六代诺瓦耶公爵 （Paul de Noailles, 6e duc de Noailles，1802年—1885年）历史学家，法兰西学院院士
- 1885年—1895年：朱尔·夏尔·维克图尼安·德·诺瓦耶，第七代诺瓦耶公爵 （Jules Charles Victurnien de Noailles, 7e duc de Noailles，1826年—1895年）
- 1895年—1953年：阿德里安·莫里斯·维克图尼安·马蒂厄·德·诺瓦耶，第八代诺瓦耶公爵 （Adrien Maurice Victurnien Mathieu de Noailles, 8e duc de Noailles，1869年—1953年）
- 1953年—2009年：弗朗索瓦·阿格诺·亚历山大·埃利·德·诺瓦耶，第九代诺瓦耶公爵 （François Agénor Alexandre Hélie de Noailles)
  - 第十一代公爵继承人：埃马努埃尔·保罗·路易·马里·德·诺瓦耶，阿扬公爵（Emmanuel Paul Louis Marie, Duc d’Ayen，1983年2月14日生于华盛顿）

## 其它著名的家族成员
- 安托万·德·诺瓦耶，第一代诺瓦耶伯爵 （Antoine de Noailles, 1er comte de Noailles，1504年—1562年） 法国海军上将
- 亨利·德·诺瓦耶 （Henri de Noailles，1554年—1623年）
- 路易-安托万·德·诺瓦耶 （Louis Antoine de Noailles，1651年—1720年） 法國樞機主教，巴黎大主教
- 玛丽·维多利亚·德·诺瓦耶，贡德兰侯爵夫人 （Marie Victoire de Noailles, marquise de Gondrin，1688年—1766年），昂·儒勒之女。1723年嫁给图卢兹伯爵。
- 菲利普·德·诺瓦耶，第一代穆希公爵 （Philippe de Noailles, 1er duc de Mouchy，1715年—1794年），法国元帅，第四代诺瓦耶公爵路易之弟，第二代穆希公爵菲利普·路易·马克·安托万·德·诺瓦耶和诺瓦耶子爵路易·马克·安托万·德·诺瓦耶的父亲，见穆希公爵。
- 埃马努埃尔·马里·路易·德·诺瓦耶，诺瓦耶和曼特侬侯爵 （Emmanuel Marie Louis de Noailles, marquis de Noailles et de Maintenon，1743年—1822年），第四代诺瓦耶公爵路易之子，法国外交官。
- 路易·马克·安托万·德·诺瓦耶，诺瓦耶子爵 （Louis Marc Antoine de Noailles, vicomte de Noailles，1756年—1804年），第一代穆希公爵菲利普之子，让·路易·保罗·弗朗索瓦的女婿，军人和政治家。
- 玛丽·阿德里安内·弗朗索瓦丝·德·诺瓦耶，拉法耶特侯爵夫人 （Marie Adrienne Françoise de Noailles，1759年—1807年），让·路易·保罗·弗朗索瓦之女，1774年嫁给拉法耶特。
- 埃马努埃尔·亨利·维克图尼安·德·诺瓦耶，诺瓦耶侯爵（Emmanuel Henri Victurnien, marquis de Noailles，1830年—1909年），第六代诺瓦耶公爵保罗次子，外交官。

## 原始资料
- Héraldique européenne: Duché de Noailles (European Heraldry: Duchy of Noailles; in French)
- Armory of Old Regime (pre-1789) French Peerage（页面存档备份，存于）
- An Online Gotha: Noailles